# Michio Yamauchi
Michio Yamauchi (山内 道雄, Yamauchi Michio), né en 1950, est un photographe de rue japonais basé à l'extérieur de Tokyo.

## Biographie
Michio Yamauchi naît le 23 octobre 1950, au Japon, dans un village de montagne à Nishimikawa, devenu une partie de la ville de Toyota, dans la préfecture d'Aichi. Yamauchi étudie la littérature à l'université Waseda et après son diplôme obtenu à l'âge de 29 ans, suit les cours du soir à l'École de la Photographie de Tokyo (actuellement connue sous le nom « école des Arts visuels de Tokyo » (専門学校東京ビジュアルアーツ, Tokyo Visual Arts school). 
En 1982, année où il est diplômé de l’école de photographie de Tokyo, Yamauchi participe à une galerie indie connue sous le nom « Camp Image Shop » (イメージショップ CAMP, Image Shop CAMP). Durant cette période, Yamauchi sert de doublure à Daidō Moriyama (森山大道, Moriyama Daido). Yamauchi passe ensuite plus de dix ans en tant que photographe indépendant et participe principalement à des galeries indie où il expose les photos qu'il a prises autour de Tokyo. Yamauchi se concentre finalement à la publication d'albums de ses photos après avoir publié To People (人へ, Hito e) et City (街, Machi). À partir de ce moment-là, Yamauchi, tout en continuant la photographie à Tokyo, commence aussi à voyager à l'étranger.

## Récompenses
En 1997, Yamauchi remporte le 22e prix Ina Nobuo pour son exposition British Territory Hong Kong (英領HONGKONG, eiryō hongkong), au Ginza salon Nikon de Tokyo. Puis, en 2011, il reçoit le 20e prix Hayashi Tadahiko pour son exposition et album de photo Keelung (基隆, Kiirun). Cette récompense (林忠彦賞) est accordée annuellement par la ville de Shūnan, préfecture de Yamaguchi et le musée municipal d'art et d'histoire de Shunan (ja), inauguré en 1992, ainsi nommé en l'honneur de Tadahiko Hayashi, photographe japonais renommé. Les collections de Yamauchi sont encore visibles au musée métropolitain de photographie de Tokyo, au musée municipal d'art et d'histoire de Shunan, au Salon Nikon et autres endroits au Japon.

## Expositions personnelles
- 1982 : Stray Cats (野良猫, Noraneko?), CAMP Indie Gallery, Shinjuku, Tokyo
- 1982 : Children (こども, Kodomo?), CAMP Indie Gallery, Shinjuku, Tokyo
- 1983 : Tokyo vol. 1 : vol. 10 (東京, tōkyō?), février 1983 : février 1984, CAMP Indie Gallery, Shinjuku, Tokyo
- 1984 : Tokyo, That One (東京、其の壱, Tōkyō sonoichi?), Minolta Photo Space[7], Shinjuku, Tokyo
- 1985 : Tokyo, Showa Year 60, August (東京、昭和６０年８月, Tōkyō, Shōwa rokujyūnen hachigatsu?), Minolta Photo Space, Shinjuku, Tokyo
- 1986 : Tokyo, février '83 à février '86 (東京1983.2-1986.2, tōkyō 1983.2-1986.2?), Olympus Gallery[8], Kandaogawa Town, Tokyo
- 1992 : To People (人へ, hito e?), Minolta Photo Space
- 1994 : Shanghai Summer (上海の夏, Shanhai no natsu?), Ginza salon Nikon, Ginza, Tokyo
- 1997 : British Territory Hong Kong (英領HONGKONG, Eiryō hongkong?), Ginza Nikon Salon, Ginza, Tokyo
- 1999 : Waikiki, Ginza Nikon Salon, Ginza, Tokyo
- 2002 : Tokyo, 東京, Ginza Nikon Salon, Ginza, Tokyo
- 2004 : Calcutta (India), Konika Minolta Plaza, Shinjuku, Tokyo
- 2005 : Holiday (Waikiki), Indie Gallery, Galleria Q[9]), Shinjuku, Tokyo
- 2008 : Tokyo, Sokyusha (ja) (Indie Gallery)[10], Shinjuku, Tokyo
- 2010 : Tokyo décembre 2009 (東京 2009.12?)[11], 3rd District Gallery (Indie Gallery), Shinjuku, Tokyo
- 2010 : Keelung (基隆, Kiirun?), Sokyusha, Shinjuku, Tokyo
- 2012 : To People II (人へII, Hito e II?)[12], Sekka Borderless Space, Nezu, Tokyo

## Albums
- 街 (Machi?), Sokyusha, 1992
- 人へ (Hito e?), Independently Published, 1992
- 上海 (Shanhai?), Independently Published, 1995
- Hong Kong, Sokyusha, 1997
- 野良猫 (Noraneko?), Mole, 1999
- TOKYO,東京 (Tōkyō, Tōkyō?), Wise Publishing, 2003
- Calcutta, Sokyusha, 2003
- Holiday Waikiki, YK Publishing, 2005
- Tokyo Up Close, Rathole Gallery, 2008
- 東京 2005-2007 (Tōkyō 2005-2007?), Sokyusha, 2008
- 基隆 (Kiirun?), Grafica, 2010[13]
- 東京 2009-2010 (Tōkyō　2009-2010?), Sokyusha, 2012
- 人へII (Hito e ni?), Sokyusha, 2012